# طواف إقليم الباسك 2010
طواف إقليم الباسك 2010 هو سباق دراجات هوائية أقيم بتاريخ 5–10 أبريل، تكون السباق من 6 مراحل وامتدّ لمسافة 888 كم بسرعة 37.854 كم/س، استغرق السباق 23 ساعة 27 دقيقة 30 ثانية. فاز به الأمريكي كريس هورنر وحلّ ثانيا الإسباني بنات انساوستي بينما حصل على المركز الثالث الإسباني خواكيم رودريغيث.

## الترتيب
| م                     | الدرّاج          | البلد            | الزمن                     |
| --------------------- | --------------- | ---------------- | ------------------------- |
| الفائز بالترتيب العام | كريس هورنر      | الولايات المتحدة | 23 ساعة 27 دقيقة 30 ثانية |
| الثاني                | بنات انساوستي   | إسبانيا          |                           |
| الثالث                | خواكيم رودريغيث | إسبانيا          |                           |
| حسب النقاط            | صمويل سانتشيث   | إسبانيا          | -                         |